# L'ultimo bianco a Panama
L'ultimo bianco a Panama (titolo originale The Last White Man in Panama) è un romanzo giallo del 1988 di William Gough. Il romanzo è stato pubblicato nel 1988 nella collana Il Giallo Mondadori con il numero 2076.

## Trama
Red Hunter è un americano da alcuni anni residente a Panama|Città diPanama che condivide il suo piccolo appartamento con la sua ragazza Azucar, un ocelot ed un pappagallo. 
La vita di Red, fatta di espedienti, sempre in giro fra i casino della città e le case di appuntamento, subisce una rottura traumatica quando l'uomo ritrova Azucar in casa, brutalmente assassinata. Alla ricerca disperata di una vendetta, Red si mette sulle tracce dei due uomini che potrebbero essere i killer della ragazza.

## Edizioni
- William Gough, L'ultimo bianco a Panama, collana Il Giallo Mondadori n. 2076, Arnoldo Mondadori Editore, 1988,  pag. 176.